# صاحب الفرج عظمة خان
صاحب الفرج عظمة خان عالم دين وداعية إسلامي ورئيس مجلس دعوة الأولياء التسعة بإندونيسيا، وعضو في مجلس العلماء الإندونيسي وجمعية نهضة العلماء.

## نسبه
صاحب الفرج بن محمد مصباح بن بحر الدين بن عبد الرزاق بن مصطفى بن مجتبى بن مكي بن سليمان بن حسن بن عبد الواحد بن يوسف بن أحمد بيضاوي بن صالح بن حسن بن جعفر الصادق سونن قدوس بن عثمان حاجي بن علي المرتضى بن إبراهيم أسمورو بن جمال الدين الحسين بن أحمد بن عبد الله عظمة خان بن عبد الملك بن علوي عم الفقيه المقدم بن محمد صاحب مرباط بن علي خالع قسم بن علوي بن محمد بن علوي بن عبيد الله بن أحمد المهاجر بن عيسى بن محمد النقيب بن علي العريضي بن جعفر الصادق بن محمد الباقر بن علي زين العابدين بن الحسين السبط بن علي بن أبي طالب، وعلي زوج فاطمة بنت محمد ﷺ.
فهو الحفيد 37 لرسول الله محمد ﷺ في سلسلة نسبه.

## مولده ونشأته
ولد بمدينة بانيوانجي بجاوة الشرقية في إندونيسيا يوم الاثنين السادس والعشرين من شهر جمادى الآخرة سنة 1397 هـ الموافق للثالث عشر من شهر يونيو سنة 1977 م، ونشأ بها، وحفظ القرآن الكريم، وتربى في أحضان والده وجدّه في بيئة علمية إسلامية.

## مؤلفاته
له الكثير من الإصدارات السمعية والمرئية، والمؤلفات منها:
- «مفاتيح المعاريف»
- «تفسير معرفة الله»
- «تفسير محبة الله»
- «تفسير الأمر بالمعروف والنهي عن المنكر»
- «تفسير آيات الدنانير والدراهيم»
- «أحاديث الدنانير والدراهيم»
- «فقه الدنانير والدراهيم»
- «فقه السوق الإسلامي»
- «فقه بيت المال»
- «فقه الخلافة الإسلامية»

كما أن له الكثير من برامج التوعية الدينية ودروس متعددة ومقابلات في كثير من القنوات الفضائية.